# Franz A. Stein
Franz Alois Stein (* 11. April 1928 in Alzenau; † 13. Januar 1999 in Regensburg) war ein deutscher Musikwissenschaftler und Musikforscher.

## Leben
Stein wuchs in Unterfranken auf und ließ sich später in Regensburg nieder, wo er als Musikwissenschaftler, Theater- und Musikkritiker tätig war. Sein musikwissenschaftlicher Schwerpunkt war die Erforschung der Kirchen- und Instrumentalmusik. Dabei konzentrierte er sich immer mehr auf den Raum Oberpfalz und betrachtete insbesondere die Musik in Regensburg.
Stein, der 1956 an der Universität Freiburg mit der Dissertation Das Moosburger Graduale zum Dr. phil. promoviert wurde, lehrte an der Fachakademie für katholische Kirchenmusik und Musikerziehung Regensburg und war auch einige Zeit stellvertretender Rektor der Akademie. Mit Eifer widmete er sich auch der Reorganisation und Neuaufstellung der Bibliothek. Neben einigen Monografien veröffentlichte er zahlreiche Artikel in Fachzeitschriften. Unter anderem war er von 1980 bis 1993 Schriftleiter der Zeitschrift Musica sacra.
Er verstarb am 13. Januar 1999. Die Trauerfeier fand am 22. Januar in der Regensburger Dreifaltigkeitskirche statt.

## Auszeichnungen
- 1982: Orlando-di-Lasso-Medaille
- 1988: Albertus-Magnus-Medaille, Stadt Regensburg[8]
- 1996: Nordgaupreis des Oberpfälzer Kulturbundes in der Kategorie „Musik“[9]

## Schriften
- ... die Ehre, Ihr Rezensent zu sein! Regensburg: Mittelbayerische Druckerei- u. Verlag-Ges., 1985
- Sacerdos et cantus Gregoriani magister, Regensburg: Bosse, 1977
- Verzeichnis deutscher Lieder seit Haydn, Bern: Francke, 1967
- Verzeichnis der Orchestermusik von 1700 bis zur Gegenwart, Bern: Francke, 1963
- Verzeichnis der Kammermusikwerke von 1650 bis zur Gegenwart, Bern: Francke, 1962
- Verzeichnis der Kammermusikwerke von 1650 bis zur Gegenwart. Bern: Francke, 1962